# Europas historie
Europas historie beskriver historien om menneskets beboelse af Europa fra forhistorisk tid til nu.
I Boxgrove i England er der i 1990'erne fundet fossiler (skinnebensknogle) sammen med stenredskaber, der er dateret til omkring 500.000 f.Kr.
Knoglen er blevet tilskrevet menneskearten Homo heidelbergensis.
Det første beskrevne fund af denne type var en underkæbe og blev gjort i 1907 i landsbyen Mauer ved Heidelberg – deraf kommer navnet.
Disse fund er nogle af de første beviser for menneskets tilstedeværelse i Europa.
Dog er fund af stenredskaber gjort i Pakefield, Suffolk der er dateret endnu ældre til omkring år 700.000 f.Kr.
Tidmæssigt falder de i Cromer-mellemistiden, hvor det i Nordeuropa har været så varmt som i Sydeuropa i dag.
De første anatomisk moderne mennesker ankommer til Europa omkring år 46.000 f.Kr. og har cirka 5.000 år senere koloniseret hele kontinentet. 
Før dette har neandertalerene befolket Europa.
De franske fund af det anatomisk moderne meneske kaldes også Cro-Magnon-mennesket efter fund gjort i 1968 ved Cro-Magnon i det sydvestlige Frankrig. 
Hos det moderne menneske findes fiskekroge af ben, nåle, harpuner, buer og pile.
Begravelser har fundet sted og nogle grave er dateret som 30.000 til 25.000 år gamle. Det ældste tegn på religiøs aktivitet er fundet Løvemennesket fra Stadel, der er omkring 40.000 år gammelt.
Skulpturer og smykker er konstrueret, f.eks. Venus fra Willendorf og Venus fra Galgenberg.
Hulemalerier ses også med de berømte hulemalerier fra Lascaux dateret som 17.000 år gamle.
Efter at landbruget er udviklet i det sydvestlige Asien spreder det sig i adskillige årtusinder gennem Europa: Afgrøder ses først 7000-6000 f.Kr. i det sydøstlige Europa, fortsætter nordvest på og når Danmark efter år 3800 f.kr.

## Væsentlige begivenheder
Nogle af de væsentligste begivenheder og årstal i Europas historie
- Romerriget, 27 f.Kr. - 476 e.Kr. (Østromerske rige til 1453 e.Kr.)
- Karl den Store, Frankernes konge 768 – 814 e.Kr., Romersk kejser 800 - 814 e.Kr.
- Det tysk-romerske Rige, 800 eller 962[a] – 1806
- Hundredårskrigen, 1337 - 1453
- Reformationen, 1517 og frem[b]
- Trediveårskrigen, 1618 - 1648
- Napoleon, 1799 - 1814
- 1. verdenskrig, 1914 - 1918
- 2. verdenskrig, 1939 - 1945
- 24. februar 2022 Ukraine overfaldes af Rusland